# Saint-Georges-des-Agoûts
Saint-Georges-des-Agoûts és un municipi francès situat al departament del Charente Marítim i a la regió de la Nova Aquitània. L'any 2007 tenia 260 habitants.

## Demografia

### Població
El 2007 la població de fet de Saint-Georges-des-Agoûts era de 260 persones. Hi havia 124 famílies de les quals 40 eren unipersonals (20 homes vivint sols i 20 dones vivint soles), 48 parelles sense fills, 28 parelles amb fills i 8 famílies monoparentals amb fills.
La població ha evolucionat segons el següent gràfic:
Habitants censats

### Habitatges
El 2007 hi havia 150 habitatges, 123 eren l'habitatge principal de la família, 15 eren segones residències i 12 estaven desocupats. Tots els 149 habitatges eren cases. Dels 123 habitatges principals, 106 estaven ocupats pels seus propietaris, 12 estaven llogats i ocupats pels llogaters i 5 estaven cedits a títol gratuït; 12 tenien dues cambres, 17 en tenien tres, 35 en tenien quatre i 59 en tenien cinc o més. 114 habitatges disposaven pel capbaix d'una plaça de pàrquing. A 49 habitatges hi havia un automòbil i a 60 n'hi havia dos o més.

### Piràmide de població
La piràmide de població per edats i sexe el 2009 era:
| Homes | Edats   | Dones |
| ----- | ------- | ----- |
| 0     | 95 o +  | 0     |
| 0     | 90 a 94 | 0     |
| 0     | 85 a 89 | 0     |
| 0     | 80 a 84 | 4     |
| 4     | 75 a 79 | 12    |
| 16    | 70 a 74 | 12    |
| 16    | 65 a 69 | 12    |
| 4     | 60 a 64 | 4     |
| 12    | 55 a 59 | 8     |
| 8     | 50 a 54 | 12    |
| 8     | 45 a 49 | 0     |
| 8     | 40 a 44 | 8     |
| 0     | 35 a 39 | 8     |
| 0     | 30 a 34 | 4     |
| 16    | 25 a 29 | 12    |
| 4     | 20 a 24 | 0     |
| 12    | 15 a 19 | 4     |
| 0     | 10 a 14 | 0     |
| 12    | 5 a 9   | 8     |
| 4     | 0 a 4   | 4     |

## Economia
El 2007 la població en edat de treballar era de 156 persones, 97 eren actives i 59 eren inactives. De les 97 persones actives 90 estaven ocupades (50 homes i 40 dones) i 7 estaven aturades (4 homes i 3 dones). De les 59 persones inactives 26 estaven jubilades, 10 estaven estudiant i 23 estaven classificades com a «altres inactius».

### Ingressos
El 2009 a Saint-Georges-des-Agoûts hi havia 118 unitats fiscals que integraven 258 persones, la mediana anual d'ingressos fiscals per persona era de 16.575,5 €.

### Activitats econòmiques
Dels 6 establiments que hi havia el 2007, 1 era d'una empresa de fabricació d'altres productes industrials, 1 d'una empresa de construcció, 3 d'empreses de comerç i reparació d'automòbils i 1 d'una empresa de serveis.
L'únic servei als particulars que hi havia el 2009 era una empresa de construcció.
L'únic establiment comercial que hi havia el 2009 era una botiga d'equipament de la llar.
L'any 2000 a Saint-Georges-des-Agoûts hi havia 15 explotacions agrícoles que ocupaven un total de 430 hectàrees.

## Equipaments sanitaris i escolars
El 2009 hi havia una escola maternal integrada dins d'un grup escolar amb les comunes properes formant una escola dispersa.

## Poblacions més properes
El següent diagrama mostra les poblacions més properes.